# Hydrothermale bron

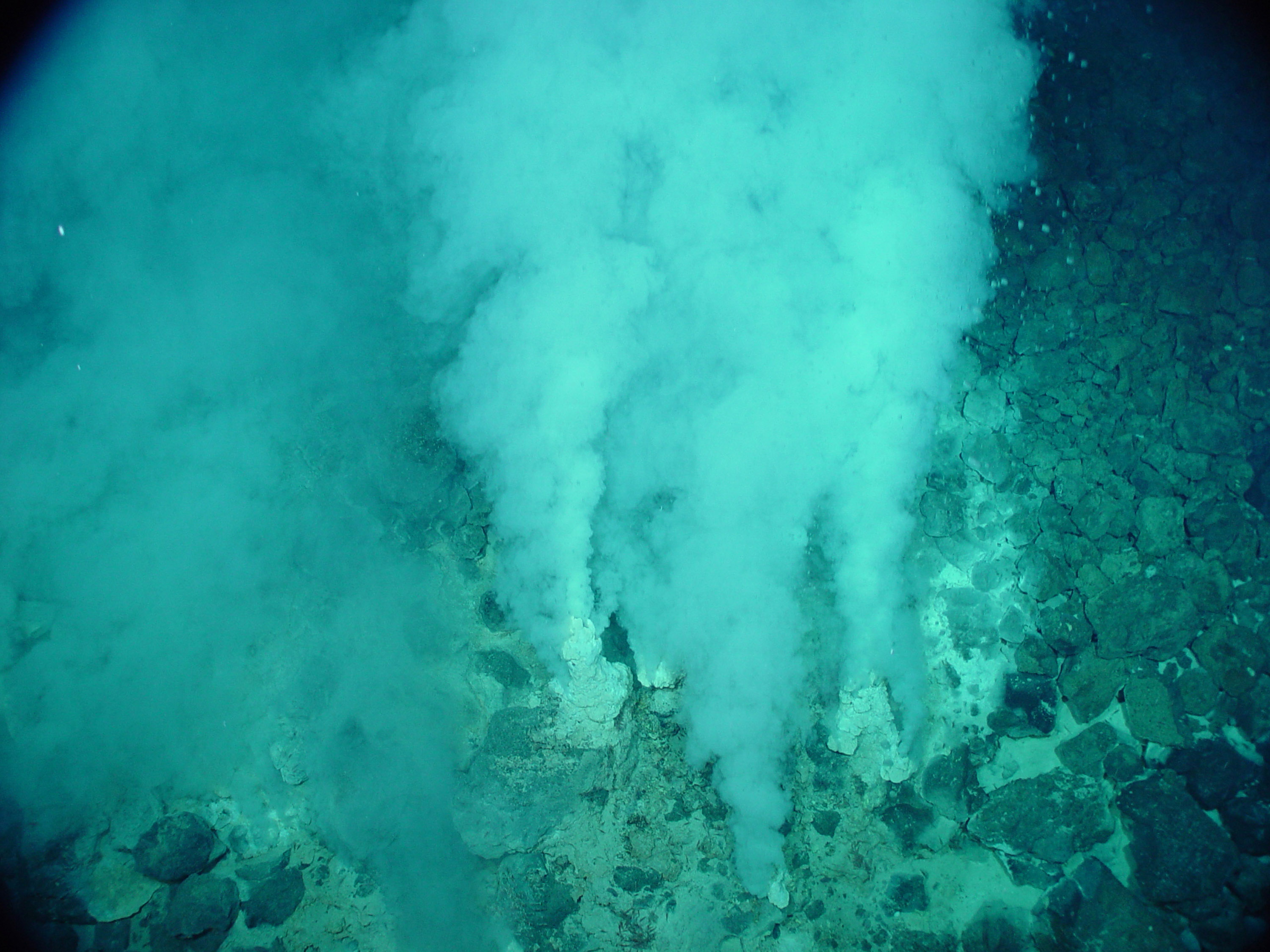
Uitbarsting van de Jet Geiser in Yellowstone Park, Verenigde Staten.

Een hydrothermale bron, ook wel hydrothermale spleet, schoorsteen of uitlaat genoemd (Engels: hydrothermal vent) is een eruptiekanaal in de zeebodem waaruit hydrothermale vloeistoffen naar buiten komen. Hydrothermale bronnen komen voor rond vulkanisch actieve gebieden. De vloeistof is warm geworden door in de buurt van magma te komen.
Op de Aarde is de betreffende vloeistof vrijwel altijd water. Omdat de Aarde een vulkanisch en geologisch actieve planeet is, komen hier relatief veel hydrothermale bronnen voor. Bekende typen zijn warme bronnen, fumarolen, black smokers en geisers.
De omgeving van een hydrothermale bron onder water vormt een unieke biotoop. Chemosynthetische archaea leven van de in het warme water opgeloste mineralen, en vormen de onderkant van de voedselketen. Ze vormen het voedsel voor de Reusachtige kokerworm (Riftia pachyptila) en verschillende soorten tweekleppigen, vissen, garnalen en octopussen. Een soort die extreem ongevoelig is voor hoge temperaturen is de Pompeiiworm, die kan leven bij 80°C.
Hydrothermale bronnen zetten waardevolle mineralen af zoals kobalt, goud, koper en zeldzame aardmetalen. Sinds 2017 worden deze mineralen gewonnen door middel van diepzeemijnbouw. Deze activiteiten brengen aanzienlijke milieurisico’s met zich mee zoals geluidsoverlast, lichtvervuiling, sedimentwolken en het vrijkomen van zware metalen. Deze overlast vormt een bedreiging voor het zeeleven rond hydrothermale bronnen dat van nature erg gevoelig is.
"Lost City" is een gebied vol hydrothermale bronnen op de bodem van de Atlantische Oceaan. Het bevindt zich in het Atlantismassief, een onderdeel van de Mid-Atlantische Rug.
Hydrothermale bronnen als deze worden gezien als een mogelijke locatie waar het eerste leven op Aarde is ontstaan.
Actieve hydrothermale bronnen worden ook verondersteld te bestaan op de Jupitermaan Europa, en te hebben bestaan op de planeet Mars.